# Reut (Seim)
Der Reut (russisch Реут) ist ein 88 km langer, linker Nebenfluss des Seim im Westen des europäischen Teils Russlands in der Oblast Kursk.
Er entspringt im Süden der Mittelrussischen Platte in der Nähe von Drosdy (Rajon Obojan). Der Fluss mündet in der Nähe von Iwanino im Rajon Kurtschatow.
Das Einzugsgebiet des Reut umfasst 1030 km². Die wichtigsten Orte an diesem Fluss sind: Iwanino, Tschapli und Druschnaja.